# Ван Пинь
Ван Пинь (кит. трад. 王频, пиньинь Wáng Pin; род. 11 декабря 1974, Шанхай) — китайская шахматистка, гроссмейстер среди женщин (1992).

## Биография
С начала 1990-х до начала 2000-х была одной из сильнейших шахматисток Китая. В 1991 году на межзональном турнире розыгрыша звания чемпионки мира по шахматам поделила пятое место и попала в турнир претенденток. В 1992 году в Шанхае в турнире претенденток сыграла неудачно, разделив седьмое - девятое место. В 1993 году в Джакарте на межзональном турнире не смогла повторить предыдущий успех и осталась на одиннадцатом месте. В 1998 году в Роттердаме победила на индивидуальном чемпионате мира по шахматам среди студенток. В 2002 году победила на чемпионате Китая по шахматам среди женщин.
Участвовала в женских чемпионатах мира по шахматам по системе с выбиванием:
- в 2001 году в Москве после победы в первом туре во втором туре проиграла Элизабет Петц[5];
- в 2004 году в Элисте в первом туре снова проиграла Элизабет Петц[6].

Успешно представляла сборную Китая на крупнейших командных турнирах по шахматам:
- в шахматных олимпиадах участвовала четыре раза (1992, 1996—1998, 2002). В командном зачете завоевала две золотые (1998, 2002), серебряную (1996) и бронзовую (1992) медали;
- в командных чемпионатах Азии по шахматам среди женщин участвовала в 1999 году, и в командном, и в личном зачете завоевала золотые медали[7];
- в 2001 году в матче сборных России и Китая набрала 3 очка из 6 возможных[8].